# Stenometopiellus dzhungaricus
Stenometopiellus dzhungaricus är en insektsart som beskrevs av Mitjaev 1971. Stenometopiellus dzhungaricus ingår i släktet Stenometopiellus och familjen dvärgstritar. Inga underarter finns listade i Catalogue of Life.